# 서니베이역
서니베이역 (Sunny Bay) 또는 얀오역 (중국어 정체자: 欣澳, 광둥어 예일: Yān ou)은 홍콩 란터우섬 얀오에 있는 홍콩 지하철의 역이다. 둥충 선으로는 둥충 역과 칭이 역 사이에 있다. 또 디즈니선 (디즈니랜드 리조트 라인)과 환승이 가능해 홍콩 디즈니랜드로 갈 수 있다. 서니베이 역은 원래 '얌오 역' (Yam O, 陰澳)이란 이름이 붙을 예정이었으나 한자 '음' (陰)이 불길한 의미가 담겨 있다는 점에서 반대의 목소리가 많았기에 지금의 명칭으로 대채하였다.
서니베이 역은 양 승강장 끝에 자동탑승문을 설치한 최초의 지하철역이다. 이 탑승문은 다른 역에 설치된 스크린도어의 2분의 1에서 4분의 3 크기다. 지상에 자리한 지하철역이기 때문에 서니베이 역과 디즈니랜드 리조트 역은 냉방이 되지 않고 역 자체 구조로 온도를 낮추는 식에 의존하고 있다.
서니베이 역은 2005년 6월 1일 문을 열었다. 디즈니선으로의 환승통로는 2005년 8월 1일에 개통되었다. 역 상징색은 회색이다. 1번 승강장 (둥충선 둥충방면)과 3번 승강장 (디즈니선)은 홍콩 시내에서 오는 승객들의 환승 편의를 위해 각각 양쪽에 자리잡고 있다. 서니베이 역과 디즈니랜드 역, 디즈니선의 설계는 아에다스 건축사무소가 맡았다.
두 노선 외에도 홍콩 공항철도가 무정차 통과한다. 그리고 공항철도가 통과하는 승강장은 비상용으로 지정되어 있다.

## 역 구조
홍콩 방면에서 오는 승객들은 하차하여 반대쪽 승강장에서 디즈니선 열차를 탈 수 있다. 디즈니랜드에서 나온 승객은 육교를 건나 2번 승강장으로 간 뒤 둥충선을 타고 홍콩으로 향해야 한다. 출구는 2번 승강장의 양쪽에 똑같은 층으로 나 있다.
| U1        | 육교                                                               | 승강장 간의 육교                             |
| G         | 대합실                                                             | 출구, 교통환승센터                           |
| G         | 대합실                                                             | 고객센터, ATM                                |
| L1 승강장 | 상대식 승강장, 왼쪽문 열림                                         | 상대식 승강장, 왼쪽문 열림                   |
| L1 승강장 | 승강장 2                                                           | → 둥충선 홍콩 방면 (칭이) →                  |
| L1 승강장 | 섬식 승강장 (비상시에만 사용)                                      |                                              |
| L1 승강장 | 공항철도                                                           | → 홍콩 공항철도 무정차 통과 →                |
| L1 승강장 | 공항철도                                                           | ← 홍콩 공항철도 무정차 통과                  |
| L1 승강장 | 섬식 승강장 (비상시에만 사용)                                      |                                              |
| L1 승강장 | 승강장 1                                                           | ← 둥충선 둥충 방면 (종착역)                  |
| L1 승강장 | 섬식 승강장, 왼쪽문 (둥충선)과 오른쪽문 (디즈니랜드 리조트선) 열림 |                                              |
| L1 승강장 | 승강장 3                                                           | → 디즈니선 디즈니랜드 리조트 방면 (종착역) → |

## 출입구
- A: 교통 환승 센터

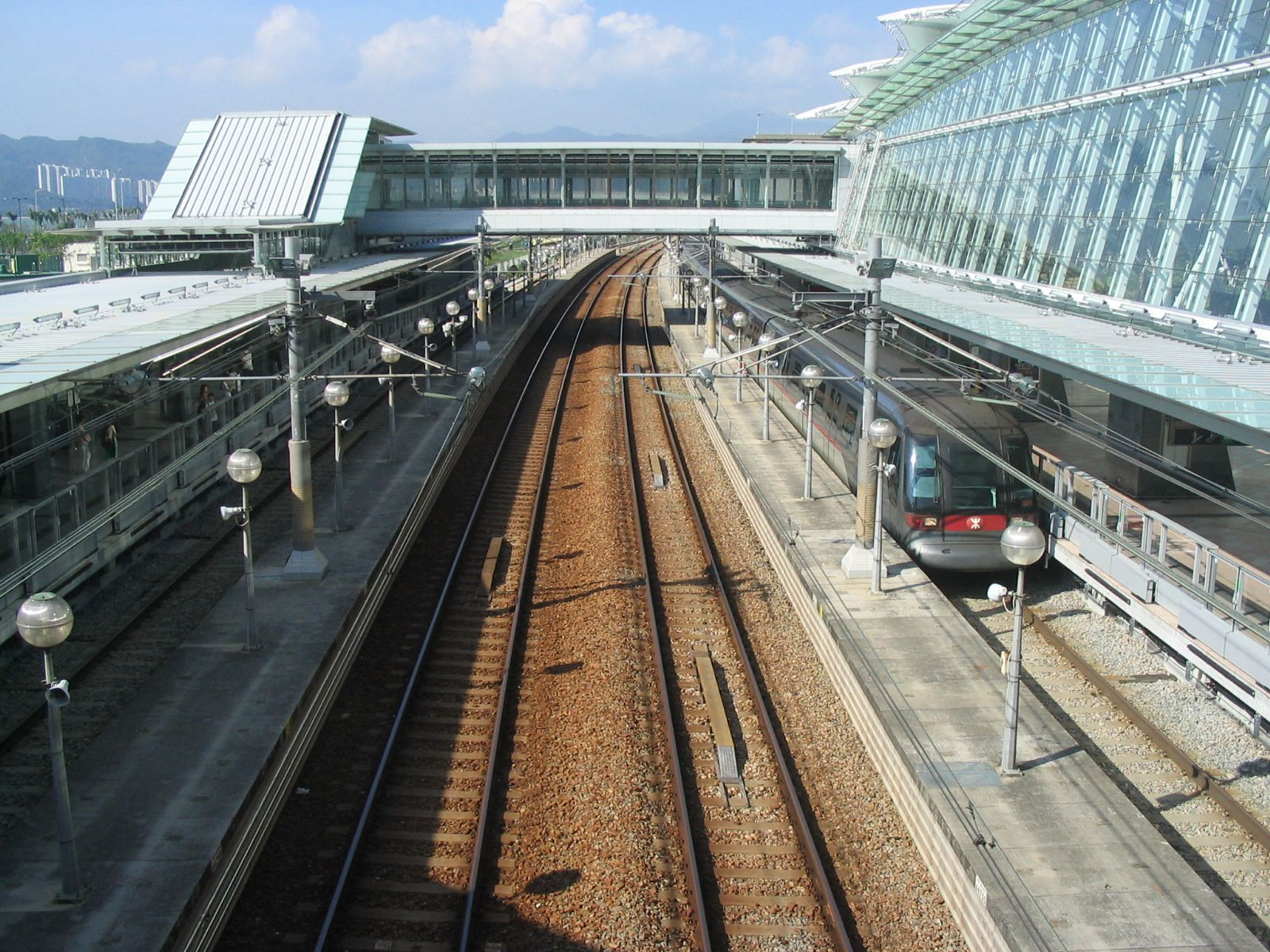
승강장

얌오 간척지 부근에 위치해 있어 주변에는 사람이 별로 살지 않기 때문에, 교통환승센터와 응급차 주차장으로 향하는 출구 하나만 나 있다.

## 교통

### 버스
디스커버리 만 방면
- DB03R
- DB03P